# Modos de organización del espacio terrestre
Según Pierre George la organización del espacio es un acontecimiento para responder a las necesidades de la comunidad local, del mosaico constituido por el espacio bruto diferenciado. Para Olivier Dollfus, a cada tipo de sociedad, y a cada etapa de la evolución histórica, corresponde unas formas de organización del espacio que es posible reunir en familias, a veces un tanto arbitrarias. Es conveniente, para cada familia, analizar la función de los limitadores naturales en las diferentes escalas, y las relaciones jerárquicas que se establecen entre los elementos constitutivos del espacio.
Pueden distinguirse tres modos básicos de organización:
- El paisaje natural
- El paisaje modificado
- El paisaje ordenado

## Leer Más
- Ecología humana

```
   Espacio
```

- Datos: Q21085983